# سیاه‌خال سیب‌زمینی
سیاه‌خال سیب‌زمینی (نام علمی: Colletotrichum coccodes) نام یک گونه از subdivision قارچ‌های فنجانی است.